# Aceroides edax
Aceroides edax är en kräftdjursart som beskrevs av J. L. Barnard 1967. Aceroides edax ingår i släktet Aceroides och familjen Oedicerotidae. Inga underarter finns listade i Catalogue of Life.